# شوتو كانميرا
شوتو كانميرا (باليابانية: 上米良 柊人) (مواليد 2 يوليو 1996) هو لاعب كرة قدم ياباني.

## وصلات خارجية
- شوتو كانميرا على موقع رابطة كرة القدم اليابانية للمحترفين (اليابانية)
- شوتو كانميرا على موقع Soccerway.com (الإنجليزية)